# Kwaśnembrowa Skałka

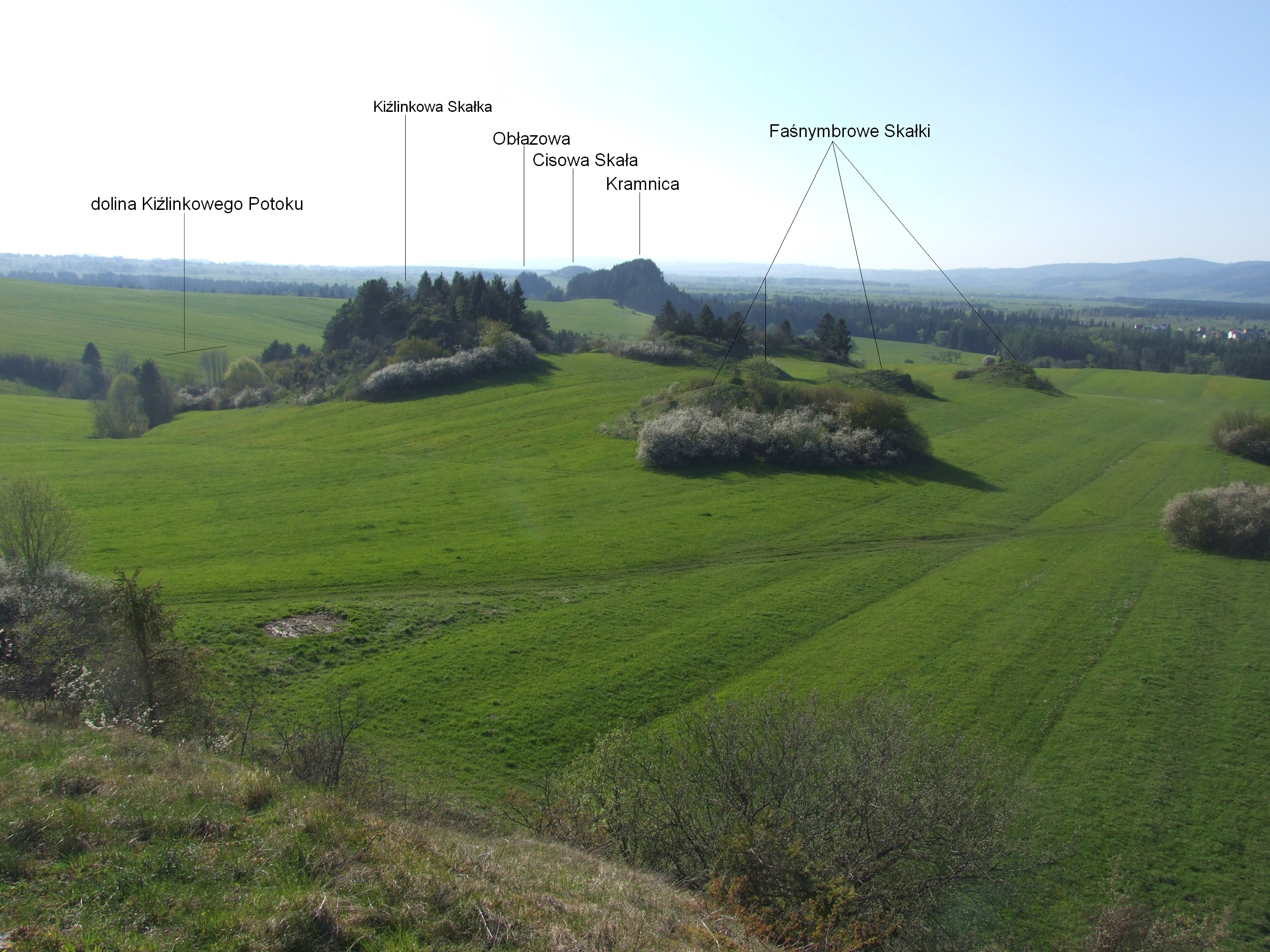
Widok z Korowej Skały na zachód

Kwaśnembrowa Skałka, Faśnymbrowe Skałki – kilka skałek z grupy Dursztyńskich Skałek w Pieninach Spiskich. Znajdują się na zachodnim końcu tego pasa skałkowego, pomiędzy Kramnicą a Kiźlinkową Skałką, na prawym zboczu Kiźlinkowego Potoku i jego dopływu, oraz na rozległych łąkach ciągnących się od tego potoku do Krempach. Nazwa skałek pochodzi od nazwy pola, na którym się znajdują – Kwaśnember, lub Faśnymber. Wyróżnia się wśród nich jeszcze kolejno następujące skałki: Faśtymbrowo, Długo, Faltynowo i Kiźlinkowe Skałki. Są to luźno rozrzucone wśród pół ostańce. Zbudowane są z węglanowych skał osadowych sukcesji czorsztyńskiej. Przeważnie są zarośnięte drzewami lub krzewiastymi zaroślami.
Znajdują się w granicach wsi Krempachy w województwie małopolskim, w powiecie nowotarskim, w gminie Nowy Targ. Nie prowadzi obok nich żaden znakowany szlak turystyczny. Można jednak dojść od drogi prowadzącej z Krempach wzdłuż Dursztyńskiego Potoku. Odgałęzia się od niej na południe droga polna pomiędzy Rafaczowymi Skałkami a Krzysztofkowymi Skałkami, która zanika przy Korowej Skale. Dalej wzdłuż Faśnymbrowych Skałek prowadzi początkowo ścieżka, ale zanika.